# Ōkuma Shigenobu
Okuma Shigenobu (大隈 重信 (Đại Ôi Trọng Tín)) (11 tháng 3 năm 1838 - 10 tháng 1 năm 1922) là một chính trị gia và là thủ tướng thứ 8 (30 tháng 6 năm 1898 - 8 tháng 11 năm 1898) và thứ 17 (16 tháng 4 năm 1914 - 9 tháng 10 năm 1916) của Nhật Bản. Ông là một trong những chính khách nổi tiếng nhất trong lịch sử Nhật Bản và là một trong những người chủ trương chấp nhận khoa học và văn hóa phương Tây tại Nhật, ông cũng là người sáng lập trường Đại học Waseda.

## Thời thơ ấu
Ōkuma Hachitarō sinh ngày 11 tháng 3 năm 1838, tại Saga, Tỉnh Hizen (ngày nay Tỉnh Saga), ông là con trai cả của Ōkuma Nobuyasu and Miiko. Cha của ông là một sĩ quan cấp samurai pháo binh của phiên Saga, và gia đình này là một gia đình samurai cấp cao có lãnh thổ 300 koku.
Năm bảy tuổi, ông vào trường miền Kōdōkan và chủ yếu học Nho giáo văn học Trung Quốc, đặc biệt là những lời dạy của Trường phái Cheng–Zhu. Năm 1854, ông cùng các bạn học của mình nổi dậy chống lại việc giáo dục của trường. Anh ta bị đuổi học vào năm sau vì bạo loạn. Tại thời điểm này, ông đã chuyển đến một học viện Hà Lan học.
Trường học Hà Lan được sáp nhập với trường tỉnh vào năm 1861, và Ōkuma đảm nhận vị trí giảng dạy ở đó ngay sau đó. Ōkuma đồng tình với phong trào sonnō jōi, nhằm trục xuất những người châu Âu bắt đầu đến Nhật Bản. Tuy nhiên, ông cũng chủ trương hòa giải giữa quân nổi dậy ở Chōshū và Mạc phủ Tokugawa ở Edo.
Trong chuyến đi đến Nagasaki, Ōkuma đã gặp một nhà truyền giáo người Hà Lan tên là Guido Verbeck, người đã dạy ông tiếng Anh và cung cấp cho anh bản sao của Tân Ước và Tuyên ngôn độc lập của Mỹ, cũng như các công trình về đề tài khoa học. Những tác phẩm chính trị thường được nói đã ảnh hưởng sâu sắc đến tư duy chính trị của ông, và khuyến khích ông ủng hộ những nỗ lực nhằm xóa bỏ hệ thống phong kiến hiện có và nỗ lực hướng tới việc thành lập một hiến pháp chính phủ.
Ōkuma thường xuyên đi lại giữa Nagasaki và Kyoto trong những năm tiếp theo và hoạt động tích cực trong Phục hồi Minh Trị. Năm 1867, cùng với Soejima Taneomi, ông dự định đề nghị shōgun Tokugawa Yoshinobu từ chức. Rời khỏi phiên Saga mà không được phép, họ đến Kyoto, nơi shougun cư trú. Tuy nhiên, Ōkuma và đồng đội đã bị bắt và đưa về Saga. Sau đó họ bị kết án một tháng tù.

## Chính khách thời Minh Trị

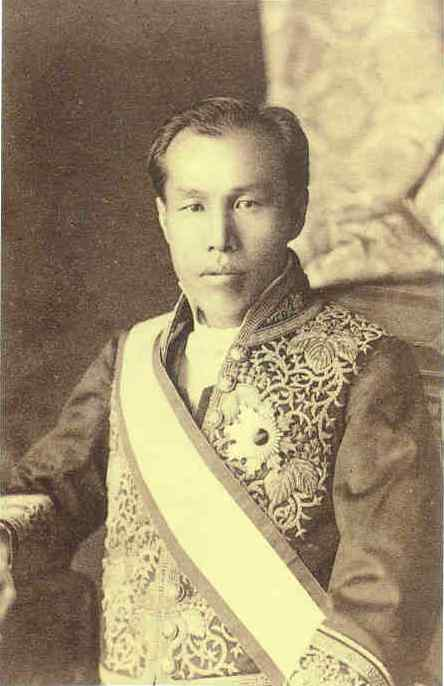
Ōkuma Shigenobu thời trẻ.

Sau Chiến tranh Mậu Thìn của Minh Trị Duy Tân năm 1868, Okuma được giao phụ trách công tác đối ngoại cho chính phủ Minh Trị mới. Vào thời điểm này, ông đã thương lượng với nhà ngoại giao Anh, Ngài Harry Smith Parkes về lệnh cấm Cơ đốc giáo và nhất quyết duy trì cuộc đàn áp của chính phủ đối với người Công giáo ở Nagasaki.
Năm 1873, chính phủ Nhật Bản dỡ bỏ lệnh cấm Kitô giáo.
Ông sớm được bổ nhiệm thêm một chức vụ là người đứng đầu chương trình cải cách tiền tệ của Nhật Bản. Anh ta đã tận dụng mối quan hệ chặt chẽ của mình với Inoue Kaoru để đảm bảo một vị trí trong chính quyền trung ương ở Tokyo. Ông được bầu vào Chế độ ăn uống của Nhật Bản đầu tiên vào năm 1870 và nhanh chóng trở thành Bộ trưởng Tài chính, với tư cách là ông đã tiến hành cải cách tài sản và thuế nhằm hỗ trợ sự phát triển công nghiệp ban đầu của Nhật Bản.< tham chiếu>Borton, tr. 78.</ref> Ông chủ trì ủy ban đại diện cho chính phủ Nhật Bản tại Hội chợ thế giới Vienna 1873.